# Ritratti di Enrico il Pio e di Caterina di Mecklenburg
I Ritratti di Enrico il Pio e di Caterina di Meclemburgo sono un doppio dipinto a olio su tavola (184,5x82,5 cm ciascuno) di Lucas Cranach il Vecchio, siglato e datato 1514, e conservato nella Gemäldegalerie a Dresda. 

## Storia e descrizione
L'opera segna il debutto di Cranach nel ritratto ufficiale, con le figure dell'elettore di Sassonia Enrico il Pio e sua moglie Caterina di Meclemburgo ritratti a dimensioni naturali, su sfondo scuro, riccamente abbigliati con abiti sfarzosi e colorati, le cui decorazioni richiamano i rispettivi stemmi araldici. 
Enrico è ritratto vicino a un cane da caccia nell'atto di sguainare la spada ed ha un che di baldanzoso ed espressivo; la moglie appare di carattere più docile, ma venato di una punta di malizia. Evidente è la predominanza di uno spiccato gusto per un linearismo fluido, evidenziato, cosa assai rara, dai ghirigori colorati sugli abiti. Nella tavola di Caterina di Meclemburgo si vede un cartiglio con le iniziali del pittore, l'anno di esecuzione e il serpentello alato, sigla della bottega dell'artista.